# アレクサンダル・ボリェヴィッチ
アレクサンダル・ボリェヴィッチ（Aleksandar Boljević 、1995年12月12日 - ）は、ユーゴスラヴィア（現モンテネグロ）・ポドゴリツァ出身のプロサッカー選手。モンテネグロ代表。ハポエル・テルアビブFC所属。ポジションは、ミッドフィールダー。

## 経歴

### PSV
2014年、オランダ・エールディヴィジのPSVアイントホーフェンに移籍。しかしトップチームでの出場は3シーズンでわずか1試合に終わり、リザーブチーム暮らしが長く続いた。結局1年の契約期間を残してPSV退団を決めた。

### ワースラント＝ベフェレン
2016年8月、ベルギーのワースラント＝ベフェレンに移籍。

## 代表歴
2010年、14歳でU-15モンテネグロ代表の一員としてシンガポールユースオリンピックに参加した。グループリーグのジンバブエ戦、決勝トーナメントのボリビア戦でゴールを挙げた。
2013年11月、17歳でルクセンブルクとの親善試合に出場しA代表初キャップ。